# Diego Perren
Diego Perren (ur. 10 stycznia 1965 w Zermatt) – szwajcarski curler. Złoty medalista olimpijski, medalista mistrzostw świata i uczestnik Europy.

## Osiągnięcia

### Igrzyska Olimpijskie
W 1998 roku w Nagano zdobył złoty medal, razem z Patrickiem Hürlimannem, Patrikiem Lörtscherem, Danielem Müllerem i Dominikiem Andresem.

### Mistrzostwa świata
Czterokrotnie brał udział w mistrzostwach świata w curlingu, dwukrotnie zdobywając brąz (1996, 1999).

### Mistrzostwa Europy
W latach 1997 i 1999 brał udział w mistrzostwach Europy w curlingu. Najwyższe miejsce jakie zajęła jego drużyna to czwarte (1999).